# Peptidasen

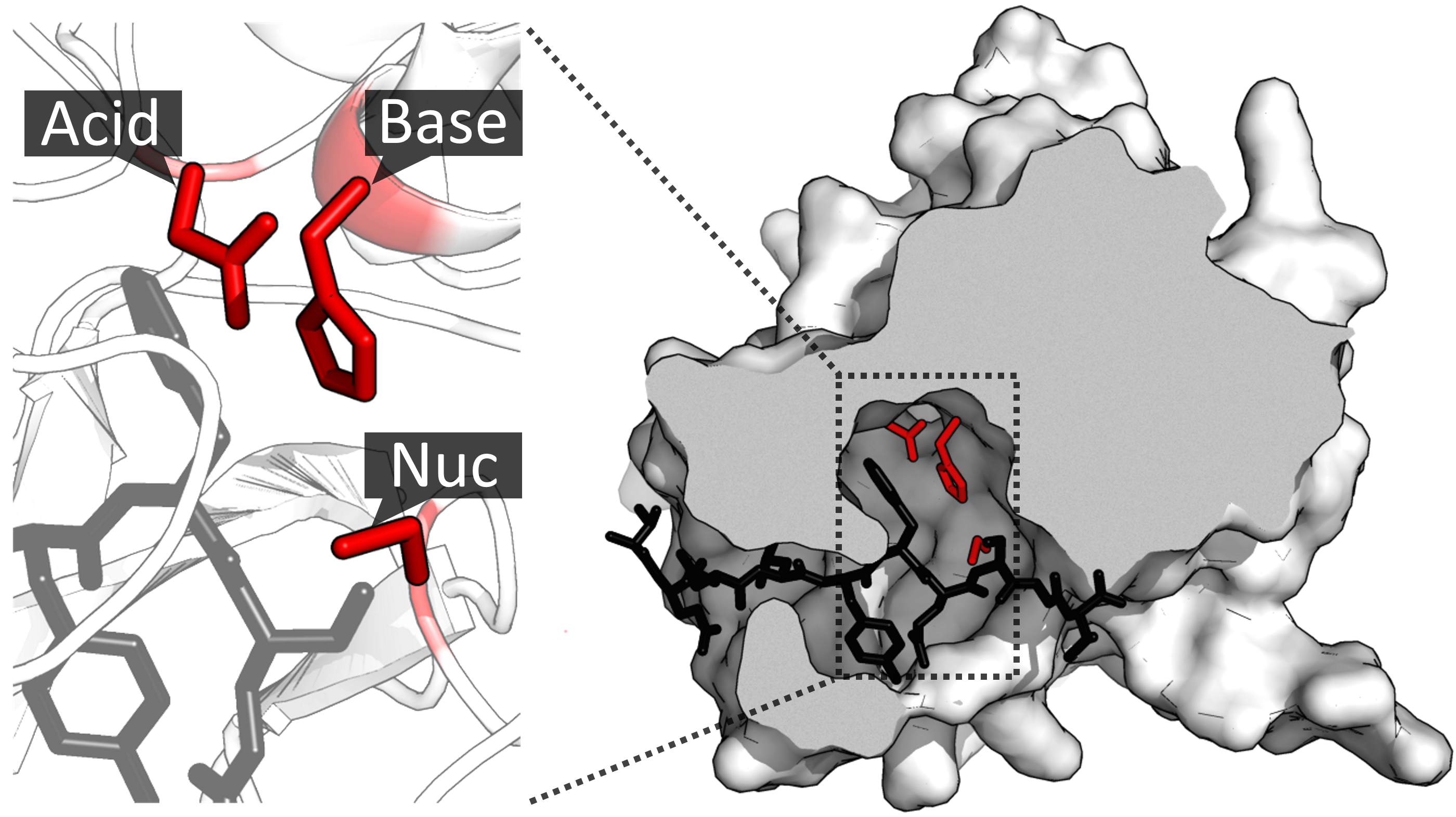
3D-Darstellung des katalytischen Zentrums der viralen TEV-Protease (Tobacco Etch Virus nuclear-inclusion-a endopeptidase) mit gebundenem Proteinsubstrat (schwarz). Drei funktional unterschiedliche Aminosäurereste (rot) – die katalytische Triade – stehen im Vordergrund: Asparaginsäure („Acid“ = sauer), Histidin („Base“ = basisch) und Cystein („Nuc“ = nukleophil).

Peptidasen (Kurzform von Peptidbindungshydrolasen) sind Enzyme, die Proteine oder Peptide spalten können. Dabei katalysieren sie die Hydrolyse von Peptidbindungen. Peptidasen werden häufig auch, insbesondere wenn größere Proteine gespalten werden, als Proteasen, Proteinasen oder proteolytische Enzyme bezeichnet.

## Vorkommen, Funktion und Anwendung
Peptidasen sind ubiquitär, d. h., sie kommen in allen Geweben und Zellen aller Organismen vor. Man unterscheidet intrazelluläre und extrazelluläre Peptidasen.
Intrazelluläre Peptidasen übernehmen in zahlreichen Zellkompartimenten verschiedenste Aufgaben. So beteiligen sie sich an der posttranslationalen Regulation des Proteingehalts der Zelle:
- Proteine, so auch Peptidasen selbst, werden nach ihrer Herstellung (siehe Proteinbiosynthese) durch Abspaltung von Peptidfragmenten (limitierte Proteolyse) in den aktiven Zustand überführt.
- Signalpeptide, die sicherstellen, dass frisch synthetisierte Proteine ihren richtigen Bestimmungsort erreichen, werden durch Signalpeptidasen abgespalten.
- Peptidasen sind am Abbau von Antigenen beteiligt, wobei ein großer, aus mehreren Untereinheiten bestehender Peptidasekomplex, das Proteasom, beteiligt ist.
- Werden Proteine nicht mehr gebraucht oder sind sie beschädigt, werden sie von Peptidasen in den Lysosomen abgebaut. Alle eukaryotischen Zellen haben zusätzlich ein ATP-abhängiges proteolytisches System, das im Cytosol lokalisiert ist.

Extrazellulär abgegebene Peptidasen findet man bei tierischen Organismen vor allem im Verdauungstrakt, wo sie die hydrolytische Spaltung von Nahrungsmitteln katalysieren. Sie werden aber auch in anderen extrazellulären Flüssigkeiten gefunden, wo sie zum Teil hoch spezifische Aufgaben übernehmen, wie zum Beispiel die Peptidasen des Blutgerinnungssystems, des Komplementsystems und des fibrinolytischen Systems.
Durch Peptidaseinhibitoren, niedermolekulare Substanzen wie z. B. den Blutgerinnungshemmer Rivaroxaban, Pepstatin, Iodacetat oder Phenanthrolin lassen sich Peptidasen in ihrer Funktion hemmen.
Peptidasen und andere Enzyme können auch in Reinigungsmitteln zur Zersetzung von Verschmutzungen und daher zur Steigerung der Wirksamkeit dieser Produkte enthalten sein. Einen proteolytischen Wirkstoff zur Fermenttherapie schlecht heilender Wunden enthielt die Heilsalbe Ulcrurisan.

## Bedeutung der Peptidasen bei der Tumorbildung
Peptidasen spielen eine wichtige Rolle bei der Metastasierung bösartiger (maligner) Tumoren. Für die Entstehung von Metastasen bösartiger solider Tumoren ist es notwendig, dass Tumorzellen die Basalmembran, bestehend aus Kollagen (Typ IV), Laminin und Heparinsulfatproteoglykanen, durchwandern. Für deren Überwindung spielen Peptidasen wie die Serinproteinasen, Cathepsin-Proteinasen und Matrixmetalloproteinasen eine essentielle Rolle.

## Klassifikation von Peptidasen

### EC-Nomenklatur
Peptidasen werden, wie alle anderen Enzyme auch, mit Hilfe der so genannten EC-Systematik in Gruppen eingeteilt. Peptidasen gehören zur Klasse 3 der Hydrolasen und bilden dort die Unterklasse 3.4. Diese ist wiederum in 14 Unter-Unterklassen unterteilt. Grundlage dieser Nomenklatur ist die Art der katalysierten Reaktion sowie des aktiven Zentrums.

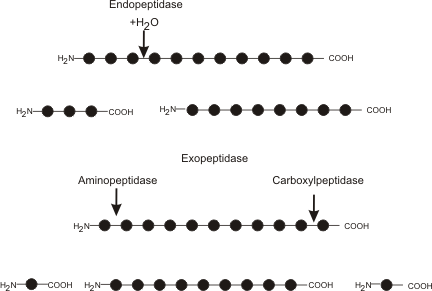
Typen von Peptidasen

 

| Unter-Unterklasse | Peptidase-Typ                   | Anzahl der Einträge |
| 3.4.11            | Aminopeptidasen                 | 20                  |
| 3.4.13            | Dipeptidasen                    | 11                  |
| 3.4.14            | Dipeptidyl-Peptidasen           | 8                   |
| 3.4.15            | Peptidyl-Dipeptidasen           | 3                   |
| 3.4.16            | Serin-Carboxypeptidasen         | 4                   |
| 3.4.17            | Metallocarboxypeptidasen        | 19                  |
| 3.4.18            | Cystein-Carboxypeptidasen       | 1                   |
| 3.4.19            | Omegapeptidasen                 | 11                  |
| 3.4.21            | Serin-Endopeptidasen            | 77                  |
| 3.4.22            | Cystein-Endopeptidasen          | 28                  |
| 3.4.23            | Aspartat-Endopeptidasen         | 34                  |
| 3.4.24            | Metalloendopeptidasen           | 70                  |
| 3.4.25            | Threonin-Endopeptidasen         | 1                   |
| 3.4.99            | Endopeptidasen unbekannten Typs | 0                   |
|                   | Gesamtanzahl                    | 287                 |

### Art der katalysierten proteolytischen Reaktion
Da Enzyme unterschiedlichste chemische Reaktionen katalysieren können, ist es folgerichtig sinnvoll, sie anhand dieser Reaktionen zu klassifizieren. Eine erste Einteilung der Peptidasen unter enzymologischen Gesichtspunkten ist die in Exopeptidasen und Endopeptidasen.
Exopeptidasen spalten die Polypeptidkette von den Enden her. Diejenigen, die am N-Terminus agieren, werden je nach abgespaltenem Fragment als Aminopeptidasen (Abspaltung einer einzelnen Aminosäure), Dipeptidyl-Peptidasen (Freisetzung eines Dipeptids) oder Tripeptidyl-Peptidasen (Freisetzung eines Tripeptids) bezeichnet. Am C-Terminus agierende Exopeptidasen setzen einzelne Aminosäuren (Carboxypeptidasen) oder Dipeptide (Peptidyl-Dipeptidasen) frei. Darüber hinaus gibt es Exopeptidasen, die spezifisch Dipeptide spalten (Dipeptidasen) oder endständige substituierte, zyklisierte oder über Isopeptidbindungen verknüpfte Aminosäuren entfernen können (Omega-Peptidasen).
Endopeptidasen spalten meist an sehr spezifischen Stellen innerhalb der Polypeptidkette. Eine zufriedenstellende Klassifizierung anhand der Spezifität ist nicht möglich. Deshalb erfolgt hier die Unterteilung auf Basis des aktiven Zentrums (siehe unten). Die Länge der zu spaltenden Polypeptidkette kann bei Endopeptidasen in einem weiten Bereich variieren. Meist sind Proteine die Substrate. Es gibt jedoch auch eine Untergruppe von Endopeptidasen, die Oligopeptidasen, die auf kürzere Peptide spezialisiert sind.

### Art des aktiven Zentrums (MEROPS)
Die Unterteilung der Peptidasen nach dem EC-System weist Schwächen auf. So werden die zahlreichen Endopeptidasen durch nur sechs Unter-Unterklassen repräsentiert. Verschiedenartige Peptidasen finden sich dabei in der gleichen Gruppe wieder. Der gravierendste Nachteil ist jedoch, dass strukturelle, evolutionäre Gemeinsamkeiten zwischen den einzelnen Enzymen nicht beachtet werden.
Dazu wurde 1993 von Neil D. Rawlings und Alan J. Barett ein neues Klassifikationsschema, genannt MEROPS, eingeführt, das strukturelle Aspekte sowie evolutionäre Verwandtschaftsbeziehungen auf Basis der Aminosäuresequenz berücksichtigt.
Peptidasen haben, wie alle Enzyme, ein aktives Zentrum, das die jeweilige Reaktion – in diesem Fall die Hydrolyse von Peptidbindungen – ermöglicht. Innerhalb dieser Zentren sind einige bzw. Gruppen von Aminosäuren von entscheidender Bedeutung für die Funktionalität. Daher werden Peptidasen in der MEROPS-Datenbank anhand der chemischen Beschaffenheit ihrer katalytischen, aktiven Zentren in sechs Gruppen klassifiziert (siehe nachfolgende Tabelle):
| Funktionelle Aminosäure bzw. aktives Zentrum | Hauptartikel      | Beispiel                                                              | Inhibitor                                                                |
| A Asparaginsäure                             | Aspartylproteasen | Pepsin, Chymosin, Cathepsin E                                         | Pepstatin                                                                |
| C Cystein                                    | Cysteinproteasen  | Papain, Cathepsin K, Caspase, Calpain                                 | Iodacetat, Iodacetamid, Z-Phe-Phe-diazomethylketon                       |
| G Glutaminsäure                              |                   | Scytalidoglutamische Peptidase                                        | 1,2-Epoxy-3-(p-nitrophenoxy)propan (EPNP)                                |
| M Metallo (Metallkomplex)                    | Metalloproteasen  | Thermolysin, Kollagenasen (bei Wirbeltieren), Carboxypeptidase A u. B | EDTA, 1,10-Phenanthrolin                                                 |
| S Serin                                      | Serinproteasen    | Chymotrypsin, Plasmin, Thrombin, Trypsin, Granzyme, Kallikrein        | APMSF, PMSF, AEBSF, Aprotinin, Diisopropylfluorphosphat, α-1-Antitrypsin |
| T Threonin                                   | Threonylproteasen | Proteasom                                                             | (Lactacystin)                                                            |
| U Unbekannt                                  |                   | gpr-Endopeptidase, Prepilin Typ IV Peptidase                          | keiner der oben genannten                                                |

## Peptidasen in der Übersicht
Akrosin, Aminopeptidase B, Bromelain, Calpain I, Carboxypeptidase A, Cathepsin A, Cathepsin B, Cathepsin D, Cathepsin E, Cathepsin K, Chymotrypsin, Collagenase, Dipeptidylpeptidase 4, Dispase, Elastase, Faktor IIa, Faktor Xa, Ficin, gpr-Endopeptidase, HIV-Protease, Kallikrein, Kex2, MBTPS1, Papain, Pepsin, Plasmin, Prepilin Typ IV Peptidase, Prolyl-Oligopeptidase, Proteinase K, Proteasom, Renin, Sekretasen (Alpha-, Beta- und Gamma-Sekretase), SUMO Protease, Thermolysin, Thrombin, TEV Protease, Trypsin, Urokinase

## Inhibitoren
Die Peptidaseaktivität kann durch spezifische, körpereigene Inhibitoren, genannt auch Proteaseinhibitoren, gehemmt werden. Ein Beispiel ist die Serpin-Superfamilie mit Alpha-1-Antitrypsin und Alpha-1-Antichymotrypsin, die den Körper vor übermäßigen Wirkungen seiner eigenen entzündungsfördernden Peptidasen schützen. Zur Serpinfamilie gehören auch Neuroserpin und Protease nexin-1, die im zentralen Nervensystem neuroprotektiv wirken.
Der C1-Esterase-Inhibitor, schützt vor übermäßiger Aktivierung des Komplementsystems, Antithrombin III vor übermäßiger Blutgerinnung. Der Plasminogen-Aktivator-Inhibitor-1 hemmt die Fibrinolyse und schützt damit vor unzureichender Blutgerinnung. Zu den natürlichen Peptidaseinhibitoren gehört auch die Familie der Lipocaline, die bei der Zellproliferation und Zelldifferenzierung eine Rolle spielen. Es wurde festgestellt, dass an Lipocalin gebundene lipophile Liganden tumorale Peptidasen hemmen können.
Synthetische Peptidaseinhibitoren werden in der antiretroviralen Therapie eingesetzt. Einige Viren, darunter HIV, sind in ihrem Vermehrungszyklus auf Peptidasen angewiesen. Daher werden Peptidaseinhibitoren als antivirale Therapeutika entwickelt.